# Владимир Жидовец
Владимир Жидовец (на хърватски: Vladimir Židovec) е хърватски дипломат и общественик, пръв хърватски посланик в България.

## Биография
Завършва средното си образование в родния си град Карловац, след което учи в университети в Загреб и Виена, придобива докторска степен по право (1930). От 1929 до 1937 година работи в адвокатското бюро на баща си в Карловац и се утвърждава като един от известните хърватски адвокати. По-късно е член на Карловацкото адвокатско бюро.
Владимир Жидовец е и известен хърватски шахматист от 30-те години на ХХ век и алпинист. Предприема пътуване в България, което описва в списание „Хърватски планинар“.
Обществената дейност на Владимир Жидовец е свързана с участието му в хърватското освободително движение. Той е потомствен привърженик на идеята за независима Хърватия и на хърватския национализъм. Присъединява се към хърватската профашистка организация Усташи, ръководи усташкия окръг в Карловац. През април 1941 година, по време на разпада на атакуваната от Германия Югославия, взима активно участие в създаването на Независимата хърватска държава.
От края на юли 1941 година до август 1943 година е хърватски пълномощен министър в София, работи за активизирането на политическите и културни отношения между двете страни. Спомага за установяването на хърватско-японски дипломатически отношения, като съдейства за срещи на японския посланик в София с хърватския водач Анте Павелич.
След Втората световна война Владимир Жидовец бяга в Италия, но е заловен в Генуа през 1947 година и предаден на югославските власти. След като е разпитван многократно от югославските тайни служби УДБА, през 1948 година е разстрелян.

## Съчинения
През 1944 година д-р Жидовец издава в Загреб своята историческа книга „България днес и през вековете“ (Bugarska danas i kroz vijekove, Zagreb, 1944), преведена през 2004 година на български език. Той е автор и на студия върху Третото българско царство (Hrvatska smotra, 1 – 2/1944).